# Cécile Helle
Pour les articles homonymes, voir Helle.
Cécile Helle, née le 8 mai 1969 à Asnières-sur-Seine (Hauts-de-Seine), est une femme politique française.
Elle est députée du Vaucluse de 1997 à 2002 et conseillère régionale de Provence Alpes-Côte d'Azur de 2004 à 2014. À l'issue des élections municipales de 2014, elle devient maire d'Avignon ; elle est réélue à la suite des élections municipales de 2020.

## Biographie
Elle fut maître de conférences en géographie à Avignon Université et membre du laboratoire de recherche E.S.P.A.C.E.
Suppléante d'Élisabeth Guigou, elle entame donc son mandat de député, pour la XIe législature (1997-2002) de la 1re circonscription de Vaucluse, lorsque celle-ci est nommée au gouvernement de Lionel Jospin. Elle perd son siège en 2002 face à Marie-Josée Roig, avec 41,64% des voix.
Elle devient en 2004 conseillère régionale puis six ans plus tard vice-présidente de la région Provence-Alpes-Côte d'Azur à la suite de la réélection de Michel Vauzelle à la tête de la collectivité régionale. Elle est la 10e vice-présidente déléguée à la culture et au patrimoine culturel, membre de la Commission aménagement et développement des territoires et du massif, foncier, habitat et logement et membre de la Commission permanente.
Le 21 novembre 2011, elle annonce qu'elle est candidate à l'investiture PS pour être tête de liste lors des municipales de 2014 à Avignon. Elle est élue maire de la ville d'Avignon au second tour, le 30 mars 2014 à l'issue d'une triangulaire FN-UMP-PS. Élue formellement par le conseil municipal le 5 avril, elle démissionne alors de son poste de conseillère régionale. Elle est battue, dans la foulée, à la présidence du Grand Avignon face à Jean-Marc Roubaud, et devient alors 1re vice-présidente chargée des finances et du développement économique.
En novembre 2019, la maire socialiste sortante se déclare candidate à un deuxième mandat sous l'étiquette « Avignon, Notre Cœur, Notre Force ». Arrivée en tête du premier et second tour des élections municipales, elle est réélue maire par le conseil municipal d'Avignon, le 4 juillet 2020.
En septembre 2024, elle refuse d'intégrer le gouvernement Michel Barnier comme ministre de la Ville et du Logement,. 

## Mandats
- 5 juillet 1997 - 18 juin 2002 : députée de la 1re circonscription de Vaucluse.
- 18 mars 2001 - 16 mars 2008 : conseillère municipale d'Avignon.
- 21 mars 2004 - 5 avril 2014 : conseillère régionale de Provence-Alpes-Côte d'Azur.
- 9 avril 2014 - 9 juillet 2020 : 1ère vice-présidente du Grand Avignon.
- Depuis le 5 avril 2014 : maire d'Avignon, réélue le 3 juillet 2020.

## Responsabilités au sein du PS
- Secrétaire nationale chargée des droits de l'Homme et de la citoyenneté de 1997 à 2002.
- Première secrétaire du Parti socialiste de Vaucluse.

## Résultats électoraux

### Élections municipales
Les résultats ci-dessous concernent uniquement les élections où elle est tête de liste.
| Année | Parti | Parti | Commune | 1er tour | 1er tour | 1er tour | 2d tour | 2d tour | 2d tour | Sièges  | Sièges  |
| Année | Parti | Parti | Commune | Voix     | %        | Rang     | Voix    | %       | Rang    | CM      | CC      |
| ----- | ----- | ----- | ------- | -------- | -------- | -------- | ------- | ------- | ------- | ------- | ------- |
| 2014  |       | PS    | Avignon | 8 985    | 29,54    | 2e       | 16 578  | 57,55   | 1re     | 40 / 53 | 18 / 24 |
| 2020  | 6 482 | PS    | Avignon | 34,46    | 1re      | 7 844    | 45,62   | 1re     | 39 / 53 | 25 / 34 |         |

## Distinctions
- Chevalière de la Légion d'honneur (1er janvier 2017)[10]